# 歐文鎮區 (伊利諾伊州溫納貝戈縣)
歐文鎮區（英語：Owen Township）是位於美國伊利諾伊州溫納貝戈縣的一個行政鎮區。

## 地方資料
根據2010年美國人口普查的數據，歐文鎮區的面積為92.20平方千米，當中陸地面積為91.40平方千米，而水域面積為0.80平方千米。當地共有人口3702人，而人口密度為每平方千米40.15人。